# Kampfgruppe von Gottberg
Die Kampfgruppe von Gottberg war ein nach ihrem Kommandeur SS-Brigadeführer Curt von Gottberg benannter, hauptsächlich aus SS-, Polizei- und Waffen-SS-Einheiten bestehender Ad-hoc-Verband, der von November 1942 bis zum August 1944 vorgeblich zur Partisanenbekämpfung während des Deutsch-Sowjetischen Krieges in Belarus eingesetzt wurde. Darüber hinaus sollte die Kampfgruppe von Gottberg die Aufgaben der Einsatzgruppen der Sicherheitspolizei und des SD übernehmen und verbleibende Juden ermorden oder in die Vernichtungslager deportieren. Tatsächlich entvölkerte die Kampfgruppe von Gottberg ganze Landstriche in Belarus nahezu komplett. Die Einheiten der Kampfgruppe von Gottberg, der auch die SS-Sondereinheit Dirlewanger und ab Herbst 1943 die Kaminski-Brigade angegliedert wurden, zeichneten sich durch besondere Grausamkeit aus und sind für die Ermordung zehntausender belarussischer Zivilisten verantwortlich. Nach der sowjetischen Rückeroberung von Belarus im Zuge der Offensive Operation Bagration spielten sie eine Hauptrolle bei der Niederschlagung des Warschauer Aufstands im August 1944.

## Entstehung
Durch das brutale Vorgehen der SS-Einsatzgruppen und der Ordnungspolizei im Deutsch-Sowjetischen Krieg wurden große Teile der belarussischen jüdischen und nichtjüdischen Bevölkerung Opfer des von Adolf Hitler definierten Kriegsziels der Schaffung von Lebensraum im Osten im Rahmen der nationalsozialistischen Europapläne. Durch den organisierten Raub von Lebensmitteln und die präventive Verwüstung von Landstrichen verelendeten die Einwohner Belarus’ immer mehr. (→Polizei-Regiment Mitte) Infolgedessen erhielten die sowjetischen Partisanenabteilungen in Belarus, die im Jahr 1941 noch keine nennenswerte Rolle gespielt hatten, während des Jahres 1942 immer stärkeren Zulauf und wurden durch die systematische Unterstützung durch sowjetische NKWD-Agenten unter der Führung von Panteleimon Ponomarenko für die deutschen Besatzungstruppen eine zunehmende Bedrohung. Diese reagierten mit brutaler Härte gegen die Partisanen. Seit dem Sommer 1942 führten Einsatzkräfte der SS, Polizei und Wehrmacht in Belarus weitreichende Aktionen zur Partisanenbekämpfung durch, wie etwa das Unternehmen Sumpffieber.
Curt von Gottberg war ein von Heinrich Himmler protegierter NS-Funktionär, der mit Wirkung vom 21. Juni 1942 zum SS- und Polizeiführer „Weißruthenien“ ernannt wurde. Aufgrund vorangegangener Rückschläge in seiner Karriere war von Gottberg hochmotiviert und bereit seine Führungsfähigkeit unter Beweis zu stellen. In der Zeit der Weimarer Republik war er Mitglied der Marine-Brigade Ehrhardt und später des Bund Wiking und dadurch mit den Gegebenheiten des illegalen Kampfes vertraut. Entsprechend den Erwartungen Himmlers begann von Gottberg eigene Vorgehensweisen im Kampf gegen die als „Banden“ bezeichneten Partisanenabteilungen zu entwickeln.
Von Gottberg führte einerseits Krieg gegen die gesamte Zivilbevölkerung in den Operationsgebieten der Partisanen, andererseits stützte er sich im Kampf gegen die Partisanen von Beginn an auf belarussische Zivilisten, die aufgrund von Repressalien und Terror zu Zeiten der sowjetischen Herrschaft, Gewalttaten der sowjetischen Partisanen und wegen des verbreiteten Antisemitismus in Belarus gegen eine Rückeroberung durch die Rote Armee waren. Zur Umsetzung seiner im Sommer und Herbst 1942 entwickelten Ideen errichtete von Gottberg im November 1942 eine Kampfgruppe unter seinem Kommando, die sich ursprünglich aus der 1. SS-Infanterie-Brigade (mot.), dem SS-Polizei-Regiment 14, der Sicherungsgruppe „Barkholt“ und einem Schutzmannschafts-Bataillon zusammensetzte. Die Kampfgruppe von Gottberg wurde durch Agenten des Sicherheitsdienstes des Reichsführers SS (SD) bei der Lokalisierung von Partisanenverbänden unterstützt. Verantwortlich war die Einheit nur gegenüber dem Befehlshaber der Bandenkampfverbände Erich von dem Bach-Zelewski.

## Einsätze der Kampfgruppe von Gottberg in Belarus

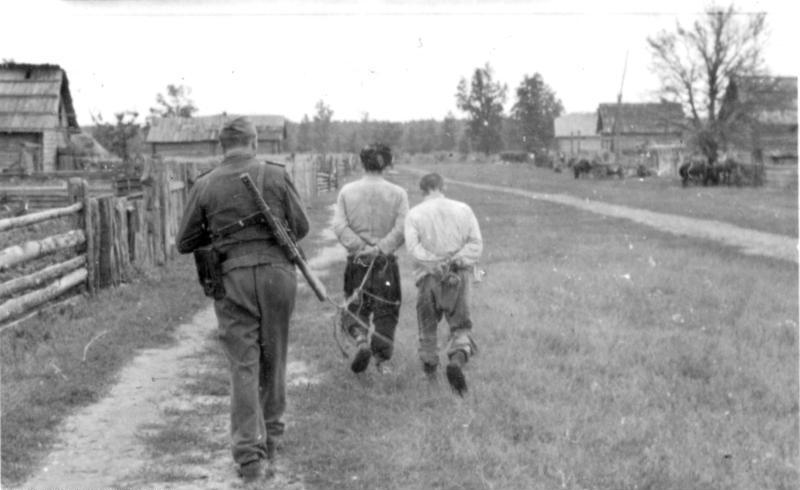
Soldat der Waffen-SS bei der Gefangennahme von Partisanen in Belarus. (Datierung Juli–August 1943. Das Bild wurde vermutlich während des Unternehmens „Hermann“ aufgenommen)

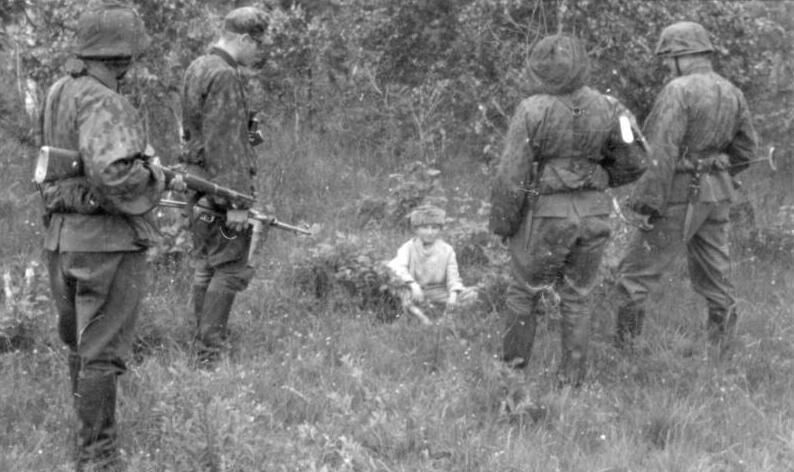
Soldaten der Waffen-SS finden bei der Suche nach Partisanen ein Kind, das sich versteckt hatte. (Datierung Juli–August 1943. Das Bild stammt vom selben Fotografen.)

Das erste Bandenbekämpfungsunternehmen unter der Führung von Gottbergs wurde ab dem 10. November 1942 durch den SD vorbereitet und erhielt den Tarnnamen „Nürnberg“. Es fand vom 22. bis zum 26. November 1942 im Gebiet der Orte Pleszezenice, Glebokie und Dolhinow statt. Den Angehörigen der 1. SS-Infanterie-Brigade wurde im Einsatzbefehl de facto nahegelegt, jeden Zivilisten als Feind anzusehen. Ganze Dörfer, die aufgrund des Rückstands bei der Ablieferung von Lebensmitteln an die deutschen Besatzer als „bandenhörig“ betrachtet wurden, sollten ebenfalls vernichtet werden. Im Ergebnis wurden einige kleinere Partisanenverstecke vernichtet und insgesamt 2975 Menschen ermordet. Die Kampfgruppe von Gottberg hatte selbst zwei Tote und zehn Verwundete zu beklagen.
Durch diesen „Erfolg“ bestätigt, fanden kurze Zeit später weitere Bandenbekämpfungseinsätze der Kampfgruppe von Gottberg statt. Die „Säuberung“ des Gebiets rund um die Städte Nowogrodek, Wolkowysk und Baranowitschi war das Einsatzziel des nächsten Unternehmens, das den Codenamen „Hamburg“ trug. Curt von Gottberg legte im Einsatzbefehl das Ziel des Unternehmens wie folgt fest:

„Die Aufgabe der mir unterstellten Verbände ist, die Banditen anzugreifen und zu vernichten. Als Feind ist anzusehen jeder Bandit, Jude, Zigeuner und Bandenverdächtige. Soweit Gefangene gemacht werden, sind sie zunächst zwecks Vernehmung durch den SD sicherzustellen.“

Als Resultat dieses Einsatzes meldete von Gottberg Ende Dezember 1942 weitere 2958 getötete Juden. Später wurde die Aktion in Einsatzmeldungen als eines der „erfolgreichsten“ Bandenunternehmen in Belarus charakterisiert, da es dem SD gelungen war, die Verstecke der Juden und Partisanen sehr genau auszukundschaften.
Im Februar 1943 folgte das gegen Partisanen im Gebiet um Sluzk gerichtete Unternehmen Hornung, das am 8. Februar 1943 mit der Liquidierung des Ghettos von Sluzk begann. Dabei wurden 1700 Juden erschossen. Das Unternehmen selbst dauerte bis zum 26. Februar 1943 und führte zur Ermordung von 2219 sogenannten Partisanen und insgesamt 3300 Juden. 7 378 Menschen wurden in Vernichtungslager deportiert. Die Kampfgruppe von Gottberg hatte zeitgleich lediglich 29 Tote zu beklagen.
Derartige Unternehmungen wiederholten sich im Laufe des Jahres 1943. Es kann als sicher gelten, dass die Kampfgruppe von Gottberg bis zum November 1943 für den Tod von über 50.000 Menschen verantwortlich ist.
Von Gottberg war die zunehmende Feindschaft der belarussischen Bevölkerung als Auswirkung seines Handelns durchaus bewusst:

„Strafexpeditionen treffen nie denjenigen, der getroffen werden soll, sondern die unschuldige Bevölkerung. Rückt man mit Vorhut, Verbindungsmännern und noch einer Spitze an und kommt dann die Nachhut anmarschiert, dann sind diejenigen, die den aktiven Bandenkampf durchführen, über alle Berge, und man findet Greise, Frauen und Kinder. Schlägt man diese tot und zündet das Dorf an, dann sagt sich die Bevölkerung, dass die Deutschen noch dollere Hunde sind als die Bolschewisten, und die Frauen rennen zu den Frauenbataillonen der Banditen.“

Das wurde durch von Gottberg in Kauf genommen, da er bis zum August 1944 nichts an der Vorgehensweise der Kampfgruppe änderte.
Besonders schlimm wütete das zusammen mit der Kampfgruppe eingesetzte Sonderbataillon Dirlewanger. Von Gottberg bemerkte hierzu in dem Einsatzbericht für das Unternehmen Cottbus, das die Kampfgruppe vom 25. Mai 1943 bis zum 23. Juni 1943 zusammen mit der 286. Sicherungs-Division durchführte:

„[…] Wenn bei 4500 Feindtoten nur 492 Gewehre erbeutet wurden, dann zeigt dieser Unterschied, daß sich auch unter diesen Feindtoten zahlreiche Bauern des Landes befinden. Besonders das Bataillon Dirlewanger ist dafür bekannt, daß es zahlreiche Menschenleben vernichtet. Unter den 5000 Bandenverdächtigen, die erschossen wurden, befinden sich zahlreiche Frauen und Kinder. […]“

Nach dem Ende des Unternehmens „Cottbus“ erhielt von Gottberg auf Antrag des Befehlshabers der Bandenkampfverbände Erich von dem Bach-Zelewski im Juli 1943 das Deutsche Kreuz in Gold.
Wegen des immer brutaler werdenden Vorgehens der Kampfgruppe von Gottberg erhielten die Partisanenverbände weiteren Zulauf und die deutschen Besatzer verloren zunehmend die Kontrolle über weite Teile von Belarus. Infolgedessen wurde auch die Kampfgruppe um weitere SS- und Polizeibataillone und sonstige Freiwilligeneinheiten verstärkt, zu denen auch Kaukasier und Kosaken gehörten. Im Mai 1944 kamen sogar muslimische Freiwillige hinzu.

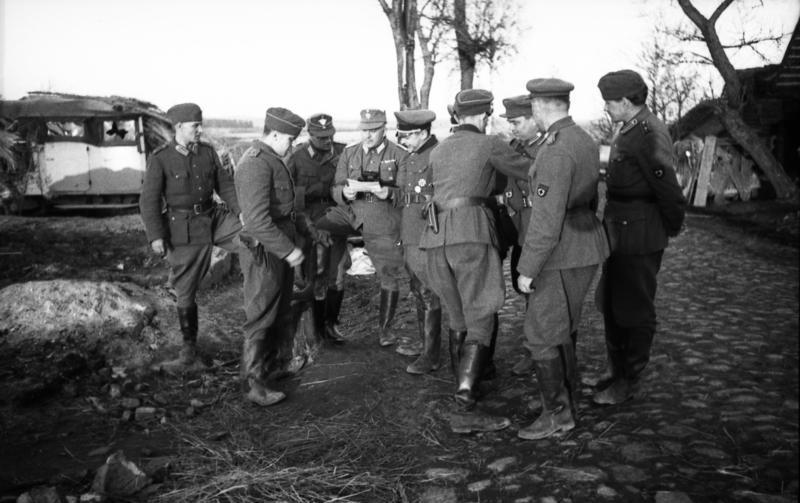
Angehörige der Kaminski-Brigade und deutsche Polizeioffiziere während einer Beratung (Belarus, März 1944)

Eine Änderung der Situation trat im Spätherbst 1943 ein. Die Rote Armee eroberte seit der Schlacht bei Kursk große Teile des sowjetischen Staatsgebiets zurück und die Kriegslage wurde für das Deutsche Reich immer dramatischer. Nachdem im Herbst 1943 die Stadt Lokot wieder von sowjetischen Truppen kontrolliert wurde, sorgte Curt von Gottberg dafür, dass die aus diesem Ort stammende Kaminski-Brigade in das belarussische Lepel evakuiert wurde (siehe Republik Lokot). Dort sollte sie als stationärer Verband die Partisanen bekämpfen.
Im November 1943 erreichten die Truppen der Roten Armee den östlichen Rand des Einsatzgebietes der Kampfgruppe von Gottberg. Nachdem die Rote Armee einen Durchbruch bei der Stadt Newel erzielt hatte, wurde die Kampfgruppe von Gottberg erstmals zu Sicherungsaufgaben an der Kriegsfront herangezogen und dem Oberkommando der 3. Panzerarmee unterstellt. Das bis zum 9. November 1943 stattfindende Unternehmen „Heinrich“ musste deswegen abgebrochen werden. Vom 5. November 1943 bis zum 15. Februar 1944 wurde die Kampfgruppe von Gottberg im Norden von Belarus an der Kriegsfront eingesetzt.
Vom 10. November 1943 bis zum 8. Dezember 1943 wurde SS-Brigadeführer Heinz Lammerding vertretungsweise mit der Führung der Kampfgruppe von Gottberg beauftragt. Ab dem 8. Dezember 1943 erhielt der Oberst der Schutzpolizei Stahn kurzzeitig das Kommando, bevor Curt von Gottberg erneut die Führung übernahm.
Im Frühjahr 1944 operierte die Kampfgruppe von Gottberg im Verbund mit Wehrmachteinheiten wie der 201. Sicherungs-Division und der 95. Infanterie-Division, da das Einsatzgebiet sich jetzt im Zuständigkeitsbereich der Militärverwaltung der Heeresgruppe Mitte befand. Die letzten Partisanenbekämpfungsaktionen Unternehmen „Frühlingsfest“ (16. April bis 10. Mai 1944) und Unternehmen „Kormoran“ (25. Mai bis 17. Juni 1944), die gegen Partisanen um das Dorf Udschadch bei Polozk gerichtet waren, resultierten erneut in der Ermordung tausender belarussischer Zivilisten und der vollständigen Zerstörung vieler Dörfer.

| Tarnbezeichnung (Unternehmen) | Zeitraum                                                             | Orte | Ergebnis | Einordnung in den Kontext des Holocaust und des Partisanenkriegs in Belarus |
| ----------------------------- | -------------------------------------------------------------------- | --- | --- | --- |
| Nürnberg                      | 22. November – 26. November 1942                                     | bei Pleszezenice, Glebokie und Dolhinow | Ermordung von 2975 Menschen während der Partisanenbekämpfungsaktion, Vernichtung einiger Partisanenverstecke, Ermordung von mindestens 2500 Menschen in Postawy                                                  | Erster Einsatz der Kampfgruppe von Gottberg in Zusammenarbeit mit SD-Kommandos. Liquidierung der Ghettos von Dunilowitschi, Postawy, Hermanowitschi |
| Hamburg                       | 10. Dezember – 16. Dezember 1942                                     | Nowogrodek, Wolkowysk und Baranowitschi | Ermordung von 5874 Menschen, Vernichtung von Partisanenverstecken | Erneuter Einsatz der Kgr. zusammen mit dem SD. In späteren Meldungen als eines der „erfolgreichsten“ Bandenunternehmen in Belarus charakterisiert. Liquidierung des Ghettos von Slonim. |
| Altona                        | 22. Dezember – 25. Dezember 1942                                     | Kossow, Bythen, südlich von Slonim | Ermordung von 1032 Menschen, Vernichtung eines Partisanenverstecks | Verfolgung der während des Unternehmens „Hamburg“ nach Süden geflohenen Partisanen. |
| Franz                         | 5. Januar – 14. Januar 1943                                          | Ossipowitschi, Grodsianka, Makowyie | 2025 ermordete Menschen, 1000 Menschen werden als Zwangsarbeiter deportiert | Erstes Unternehmen der Kampfgruppe, bei dem im größeren Maßstab Arbeitskräfte deportiert wurden. |
| Peter                         | um den 10. Januar bis 11. Januar 1943                                | Klitschew, Kolbtscha | | |
| Erntefest I                   | 18. Januar – 26. Januar 1943                                         | östlich der Rollbahn Minsk-Sluzk | 1975 ermordete Menschen | |
| Erntefest II                  | 28. Januar – 9. Februar 1943                                         | westlich der Rollbahn Minsk-Sluzk | 2325 Tote (Zivilisten und Partisanen) | |
| Hornung                       | 8. Februar – 26. Februar 1943                                        | Sumpfgebiet südlich der Stadt Sluzk | 5519 ermordete Menschen, 7378 Menschen werden in Vernichtungslager transportiert. | Liquidierung des Ghettos von Sluzk. Sicherung der Bahnlinie Brest-Gomel. Der Chef der Bandenkampfverbände von dem Bach-Zelewski äußert Zweifel am Vorgehen von Gottbergs und hält das Unternehmen für einen Versuch, die gesamte Zivilbevölkerung auszulöschen. |
| Lenz-Süd                      | 30. März – 7. April 1943                                             | Borissow, Sloboda, Smolewitschi | | |
| Lenz-Nord                     | 9. April – 12. April 1943                                            | Borissow, Smolewitschi, Logoisk, Sembin | | |
| Zauberflöte                   | 17. April – 24. April 1943                                           | Stadtgebiet von Minsk | 2 Ermordete, 1012 Menschen werden zu Zwangsarbeitern | Großaktion gegen Partisanen, sowjetische Agenten und Fahnenflüchtige |
| Cottbus                       | 20. Mai 1943 bis 30. Mai 1943                                        | Gebiet zwischen den Orten Chrost, Dokschizy, Pleschtschenizy, Lepel                                                                                       | 9796 ermordete Menschen, 6053 zur Zwangsarbeit verschleppte Einwohner, 2000–3000 Zivilisten sterben, als sie von den SS-Kommandos über Minenfelder getrieben werden. Andere Quellen geben bis zu 20.000 Tote an. | Größte Operation der Kampfgruppe von Gottberg. Aufgrund des brutalen Vorgehens kommen in der deutschen Führungsebene erhebliche Zweifel an der Vorgehensweise der Kgr. von Gottberg auf. Generalkommissar „Weißruthenien“ befürchtet den „Aufruhr des ganzen Landes“ bei Fortsetzung. Erstmals größere Beteiligung der Wehrmacht, die die 286. Sicherungs-Division zur Verfügung stellt. Russische Druschina-Verbände unter Wladimir Radjanoff (Wladimir Gil) nehmen ebenfalls an der Aktion teil, was im August 1943 zur Desertation des gesamten Verbandes führt. |
| Günther                       | 29. Juni 1943 bis 7. Juli 1943                                       | Gebiet nordöstlich von Minsk einschließlich Logoisk und Borissow                                                                                          | | |
| Hermann                       | 13. Juli (ohne Vorbereitungszeit 1. August) – 8. August 1943         | Iwenez, Urwald von Naliboki westlich von Minsk | 4280 ermordete Personen, 20954 als Zwangsarbeiter verschleppte Personen | Liquidierung des Ghettos in Glebokie, Angriff auf das Versteck der Bielski-Partisanen im Naliboki-Wald ohne Erfolg, Zerstörung dreier Dörfer, Einheiten der Wehrmacht, sowie ein lettisches und mehrere ukrainische Schuma-Bataillone wurden an der Aktion beteiligt. Soweit möglich sollten sogar die Wälder durch Brand vernichtet werden. |
| Fritz                         | 24. September – 6. Oktober 1943                                      | Gebiet von Glebokie | | Das Unternehmen richtete sich gegen die am 18. August 1943 zu den sowjetischen Partisanen desertierten Druschina-Bataillone unter Wladimir Rodionow. |
| Heinrich                      | 25. Oktober 1943 bis 9. November 1943 (geplant bis zum 15. November) | Tiefland nordöstlich von Polozk, Dretun | 5 452 ermordete Personen, Verschleppung von fast 8000 Personen als Zwangsarbeiter in das Deutsche Reich, Umsiedlung von 8000 Personen.                                                                           | Operation muss am 9. November wegen des sowjetischen Durchbruchs bei Newel abgebrochen werden. Unterstellung der Kgr. von Gottberg unter das PzAOK 3. Bildung einer Sperrlinie bei Dretun, die von sowjetischen Truppen durchbrochen wird. |
| Frühlingsfest                 | 16. April – 10. Mai 1944                                             | Gebiet südwestlich der Stadt Polozk, „Partisanenrepublik“ Uschatschy                                                                                      | Vernichtung der Partisanenverbände, 7000 Menschen wurden ermordet, 7000 Gefangene, Verschleppung von 11.000 Zwangsarbeitern                                                                                      | Wurde zu gleichen Teilen von Wehrmachteinheiten (95. ID, 201. SD) und der Kampfgruppe von Gottberg durchgeführt. Anschluss an das allein von der Wehrmacht durchgeführte Unternehmen „Regenschauer“. |
| Kormoran                      | 25. Mai – 17. Juni 1944                                              | Operation gegen die nach Süden ausgebrochenen Teile der Partisanengruppen bei Uschatschy, Kgr. von Gottberg griff aus Richtung Minsk und Molodetschno an. | keine Statistiken verfügbar | Wehrmachtoperation unter Federführung des KoRück 559. Beteiligung der Kampfgruppe von Gottberg. |

## Rückzug nach Polen und Auflösung

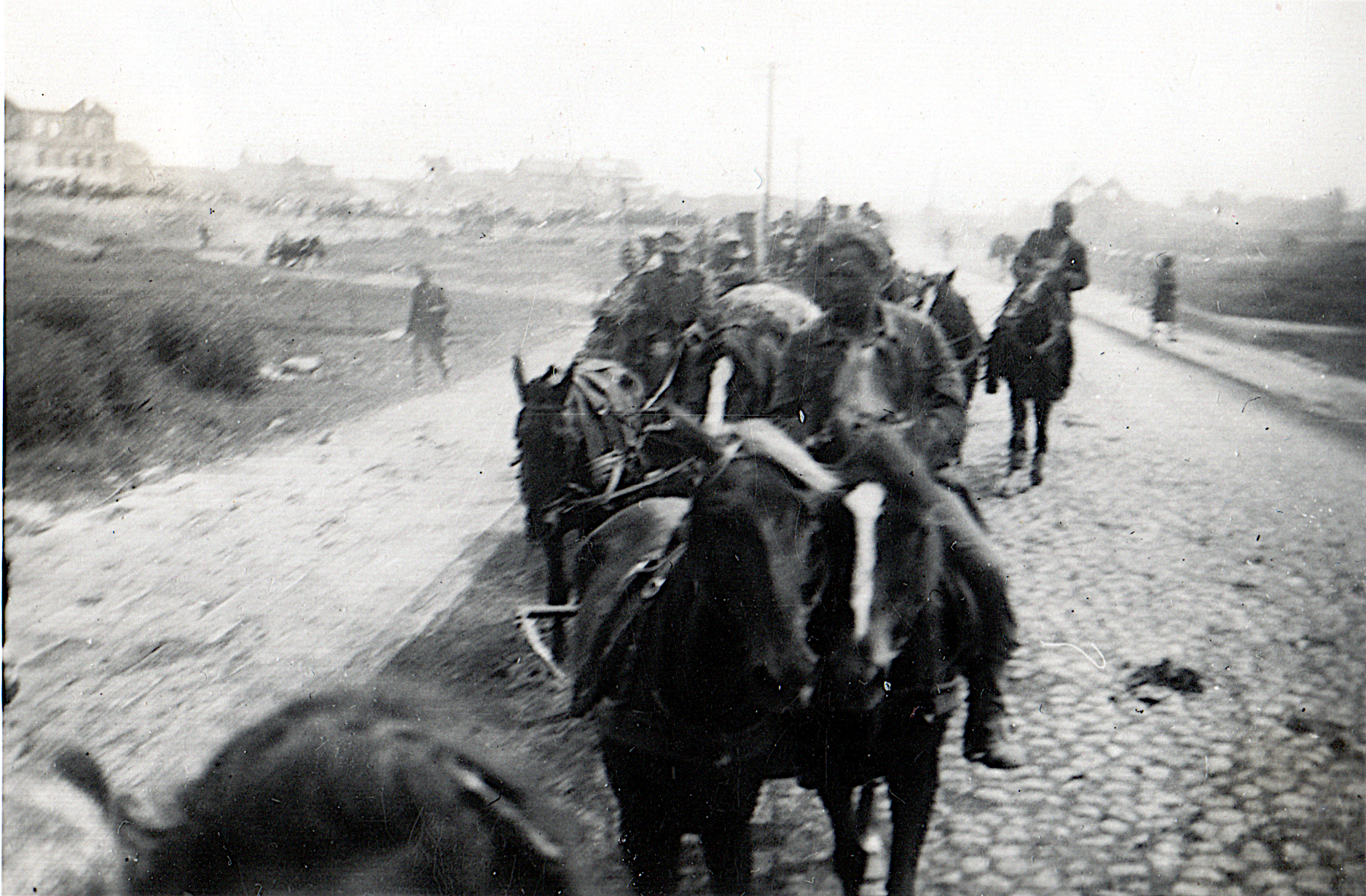
Kolonne der ad-hoc gebildeten Kampfgruppe “Weidling”, zu der auch Teile der Kampfgruppe von Gottberg gehörten, auf dem Rückzug durch die belarussische Ortschaft Lida. (8. Juli 1944)

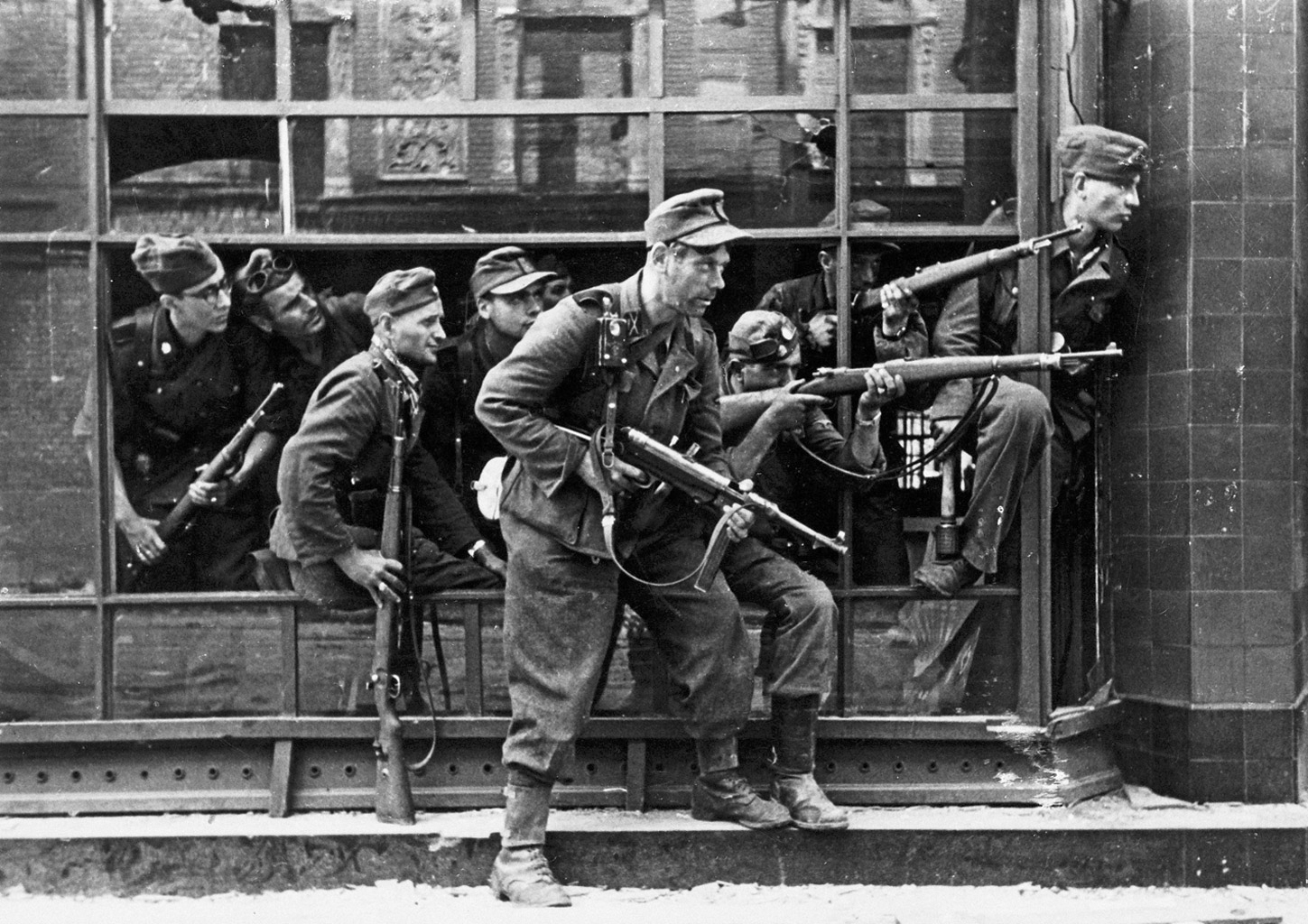
Soldaten der Dirlewanger-Brigade während des Warschauer Aufstands (Anfang August 1944)

Am 20. Juni 1944 wurde Curt von Gottberg zum SS- und Polizeiführer Weißruthenien ernannt. Zwei Tage später begann die sowjetische Sommeroffensive Operation Bagration, die die Rückeroberung von Belarus durch die Rote Armee zum Ziel hatte. Die 3. deutsche Panzer-Armee erlitt bei Witebsk schwere Verluste und die Kampfgruppe von Gottberg wurde zur Verteidigung der Rollbahn Borissow-Orscha eingesetzt. Den mit Panzern des Typs IS-2 ausgerüsteten Kräften der 5. sowjetischen Garde-Panzer-Armee war die auf den Partisanenkampf spezialisierte Kampfgruppe von Gottberg nicht gewachsen. Sie wurde bis zum 27. Juni 1944 bis nach Borissow zurückgedrängt, wo sie durch die deutsche 5. Panzer-Division verstärkt wurde. Zeitgleich zog sich auch die Kaminski-Brigade aus Lepel in Richtung Westen zurück. Bei Borissow waren von Gottbergs Einheiten an der Bildung eines Brückenkopfes gegen die Rote Armee beteiligt, der bis zum 30. Juni 1944 gehalten werden konnte. In dem Ort verübten von Gottbergs Soldaten ein letztes Massaker an belarussischen Zivilisten, die mit den Deutschen nach Westen fliehen wollten. Zusätzlich weigerte sich von Gottberg, in eine Kampfgruppe unter dem Kommando von Generalleutnant Dietrich von Saucken eingegliedert zu werden.
Nach der Aufgabe von Borissow floh von Gottbergs Truppe über Minsk und Molodetschno nach Westen. Ein Auftrag zur Verteidigung der litauischen Hauptstadt Vilnius wurde mit Verweis auf den angeschlagenen Zustand seiner Kräfte durch von Gottberg abgelehnt. Über Iwie und Lida zog sich die Kampfgruppe von Gottberg nach Grodno zurück, das sie vom 10. bis zum 16. Juli 1944 verteidigte. Dabei erlitten die Einheiten der Kampfgruppe schwere Verluste. Insgesamt blieb die Kampfgruppe von Gottberg bis zum 26. Juli 1944 der Heeresgruppe Mitte unterstellt. Nach dem Verlust von Belarus war die Existenz der Kampfgruppe von Gottberg überflüssig geworden. Sie wurde daher Ende Juli 1944 aufgelöst. Die verbleibenden Einheiten, darunter auch die Kaminski-Brigade und das Sonderbataillon Dirlewanger, wurden nach einer kurzen Ruhepause in Lyck ab dem 4. August 1944 zur Niederschlagung des Warschauer Aufstands unter dem Kommando von Erich von dem Bach-Zelewski eingesetzt. Hier zeigten sie ein letztes Mal eine jedes Maß übersteigende Brutalität.
Curt von Gottberg erhielt am 30. Juni 1944 das Ritterkreuz des Eisernen Kreuzes und wurde am 11. Juli zum SS-Obergruppenführer befördert. Er kehrte nach der Auflösung der Kampfgruppe in das Deutsche Reich zurück und übernahm am 6. August das Kommando über das neu zu bildende XII. SS-Armeekorps.

## Strafverfolgung nach dem Ende des Zweiten Weltkriegs
Einige Hauptverantwortliche der Verbrechen der Kampfgruppe von Gottberg entzogen sich durch Suizid einer juristischen Verurteilung. Dazu gehören der Kommandeur des SS-Polizeiregiments 2 SS-Standartenführer Günther Anhalt (in der Zeit 22. November 1943 bis 30. Juni 1944), der am 27. April 1945 während der Schlacht um Berlin absichtlich in sowjetisches Granatfeuer lief, sowie Curt von Gottberg, der sich am 31. Mai 1945 in britischer Gefangenschaft das Leben nahm.
In den Jahren 1945 bis 1952 wurden auf dem durch die alliierten Streitkräfte kontrollierten Gebiet hauptsächlich den gesamten Konflikt umfassende Verbrechen (siehe Nürnberger Prozesse) sowie sogenannte Endphaseverbrechen verurteilt. Während der 1950er Jahre ging die Zahl der Verfahren gegen NS-Täter an westdeutschen Gerichten zurück, um ab 1960 wieder anzusteigen, diesmal mit Schwerpunkt auf gegen Juden im Zuge des Holocaust begangene Verbrechen. Dies lag an der 1958 erfolgten Einrichtung der Zentralen Stelle der Landesjustizverwaltungen zur Aufklärung nationalsozialistischer Verbrechen. 1964 wurde von der Staatsanwaltschaft Dortmund ein Verfahren gegen Angehörige der Polizei-Reit- und Fahrschule Postawy aufgenommen. Dieses Verfahren stand im Kontext der durch die Kampfgruppe von Gottberg durchgeführten Liquidierung des Ghettos von Postawy im November 1942. Das Verfahren gegen den Hauptbeschuldigten SS-Sturmbannführer Walter Jucknies wurde 1969 ergebnislos eingestellt. 1970 wurde von der Staatsanwaltschaft Hamburg ein Sammelverfahren gegen Angehörige der Kampfgruppe von Gottberg eingeleitet. In diesem Verfahren wurde durch die zuständigen Behörden schlampig ermittelt. Es endete deswegen im Jahr 1996 ohne Ergebnis.

## Liste von Einheiten der Kampfgruppe von Gottberg
Die folgende, nicht vollständige Liste enthält die Bezeichnungen der in der Kampfgruppe von Gottberg zu verschiedenen Zeitpunkten zusammengefassten Einheiten. In Klammern sind Operationen der Kampfgruppe von Gottberg angegeben, an denen diese Einheiten beteiligt waren.
- 1. SS-Infanterie-Brigade (mot.) (Nürnberg, Hermann)
- SS-Polizei-Regiment 2 (Hornung, Erntefest I und II, Hamburg, Lenz-Süd, Lenz-Nord, Cottbus, Hermann, Heinrich, Kormoran, Rückzug 1944)
- SS-Polizei-Regiment 3 (Erntefest I)
- SS-Polizei-Regiment 4 (Rückzug 1944)
- SS-Polizei-Regiment 13 (Hornung, Franz, Erntefest I und II, Lenz-Süd, Lenz-Nord, Zauberflöte, Cottbus, Fritz, Heinrich)
- SS-Polizei-Regiment 14 (Nürnberg)
- SS-Polizei-Regiment 17 (Rückzug 1944)
- SS-Polizei-Regiment 22 (Rückzug 1944)
- SS-Polizei-Regiment 23 (Hornung, Hamburg, Erntefest I und II, Zauberflöte)
- SS-Polizei-Regiment 24 (Hamburg, Heinrich, Kormoran)
- SS-Polizei-Regiment 26 (Fritz, Heinrich, Frühlingsfest, Kormoran)
- Polizei-Schützen-Regiment 31 (Cottbus, Hermann, Kormoran, Rückzug 1944)
- Polizei-Schützen-Regiment 34 (Rückzug 1944)
- Polizei-Schützen-Regiment 36 (Kormoran, Rückzug 1944)
- SS-Sonderbataillon Dirlewanger (Lenz-Süd, Hornung, Cottbus, Günther, Hermann, Heinrich, Zauberflöte, Frühlingsfest, Rückzug 1944)
- 286. Sicherungs-Division (Cottbus)[57]
- Kosakenabteilung 600 (Cottbus)
- litauisches Schutzmannschafts-Bataillon 15 (Hamburg)
- ukrainisches Schutzmannschafts-Bataillon 115 (Hamburg)
- lettisches Schutzmannschafts-Bataillon 271 (Hamburg)
- lettisches Schutzmannschafts-Bataillon 18 (Hornung)
- Schutzmannschafts-Bataillon 57 (Cottbus, Hermann, Heinrich)
- Druschina-Regiment I (Cottbus)